# خاکساریه
خاکساریّه از فرقه‌های شیعیِ تصوّف در ایرانِ پس از دورهٔ صفوی است. این طریقه از دورهٔ قاجار آوازهٔ بلند یافت. تشرّف به خاکساریّه مراسمِ علنی دارد.